# Юэ (царство)
Царство Юэ (кит. трад. 越國, упр. 越国, пиньинь Yuègúo, вьет. nước Việt, Вьет) — древнекитайское царство, которое населяли народы юэ (вьет). Существовало в эпоху Восточного Чжоу, в периоды Чуньцю и Чжаньго, находилось на территории современной провинции Чжэцзян. В период Чуньцю его столицей был Гоцзи, находившийся в районе современного Шаосина, после завоевания царства У столица была перенесена на север, в город У (современный Сучжоу).

## Период «Вёсен и Осеней» (период «Чуньцю»)
О ранних этапах существования царства Юэ ничего неизвестно. Главный источник по истории древнего Китая — историк Сыма Цянь — очевидно, не располагал летописями или иными достоверными материалами по истории этого царства. Не имея достаточного материала о самом Юэ, историк по каким-то причинам постарался придать значительность правившему там дому, и назвал правившего в Юэ Гоуцзяня дальним потомком легендарного Великого Юя (Сыма Цянь пишет, что один из предков Гоуцзяня был «побочным сыном сяского императора Шао Кана из рода Ся-хоу. Последнему было пожаловано владение в Гуйцзи, чтобы поддерживать ритуал принесения жертв духу Великого Юя»). В «Го юй» сказано, что правители Юэ носили фамилию Ми. Чтобы поставить Юэ в один ряд с другими царствами того времени, Сыма Цянь наполнил посвящённую этому царству главу своего труда поучениями советника Фань Ли.
Царство Юэ появляется на страницах китайских летописей лишь начиная с V века до н.э., в связи с его войной с царством У. Когда Юньчан (отец Гоуцзяня) умер, то уский ван Хэлюй поднял войска и повёл их на Юэ, но был разбит Гоуцзянем в битве при Цзуйли в 496 году до н.э. и умер от ранения стрелой. Его сын Фучай собрал войска, чтобы отомстить за смерть отца, и в 494 году до н.э. разбил Гоуцзяня у Фуцзяо. Гоуцзянь, подкупив советников Фучая, сумел сохранить себе жизнь и царство, признав себя вассалом У, и стал тайно готовить войска для восстания. В 482 году до н.э., когда уский ван с войсками отправился в Хуанчи на съезд правителей царств, Гоуцзянь напал на столицу У, разбил оставшиеся там войска и убил уского наследника престола. Уский ван заключил мир с Юэ, но в 473 году до н.э. Юэ снова напало на У и завоевало его.

## Период Сражающихся царств (период «Чжаньго»)
В IV веке до н.э., во время правления Уцзяна, царство Юэ вмешалось в китайские междоусобицы, напав на царства Ци и Чу. 
Однако чуский Вэй-ван нанёс юэским войскам поражение, убил Уцзяна и захватил Юэ. 
Потомки правящего рода царства Юэ бежали на юг, где на территории современной провинции Фуцзянь основали царство Миньюэ.

## Правители наследственного дома юэского вана Гоуцзяня
- ван Гоуцзянь 496-465 до н.э.
- ван Ши Юй 465-458 до н.э. (?)
- ван Бу Шоу 458-448 до н.э.
- ван Вэн 448-415 до н.э.
- ван И  ( годы и длительность правления неизвестны )
- ван Чжи Хоу ( годы и длительность правления неизвестны )
- ван У Цзян правил 8 лет, годы правления неизвестны.[1]